# كلية الدراسات الإسلامية والعربية (دبي)
تقدم كلية الدراسات الإسلامية والعربية برامج موجهة للطلاب الدوليين، بما في ذلك غير المسلمين. ذلك غير المسلمين. كما أن التعليم متاح في اللغات العربية، الفرنسية والإنجليزية.

## روابط خارجية
- الموقع الرسمي